# ديفيد مكمان
ديفيد مكمان (بالإنجليزية: David McMahon)‏ (17 يناير 1981 بدبلن في جمهورية أيرلندا - ) هو لاعب كرة قدم أيرلندي في مركز الهجوم. شارك مع منتخب جمهورية أيرلندا تحت 17 سنة لكرة القدم ومنتخب جمهورية أيرلندا لكرة القدم. أما مع النوادي، فقد لعب مع كوين أوف ساوث ونادي فالكيرك ونيوكاسل يونايتد ونادي بليث سبارتانز ونادي أشينغتون ‏ ودورهام سيتي ‏ ونيوكاسل بلوستار ‏ وبيدلينجتون تيريرز ‏ وRyton & Crawcrook Albion F.C. ‏ وWhitley Bay F.C. ‏ ونادي بانغور ودارلينجتون إف سى.

## وصلات خارجية
- ديفيد مكمان على موقع Soccerbase.com (لاعب) (الإنجليزية)